# Stephen McCauley
Stephen McCauley (26 de Junho de 1955 nos Estados Unidos da América) e é um escritor e professor universitário. The Object of My Affection é o seu romance mais conhecido, adaptado ao cinema num filme homónimo de Nicholas Hytner com Jennifer Aniston e Paul Rudd.

## Vida
Stephen McCauleu cresceu nos arredores de Boston onde frequentou as escolas públicas. Mais tarde, já como estudante universitário, frequentou a Universidade de Vermont e, durante um ano, a Universidade de Nice, em França.
Stephen trabalhou numa série de empregos desconexos incluindo professor de ioga, empregado de hotel e de um jardim de infância, e também como vendedor de gelados. Foi durante vários anos um agente de viagens até se mudar para Brooklyn nos anos 1980. Aí frequentou centros de ensino para adulto, onde teve aulas de escrita, antes de se matricular na curso de escrita da Universidade de Columbia. Foi o escritor Stephen Koch que o encorajou a escrever a sua primeira novela.
As suas histórias, artigos e críticas têm sido publicadas em vários jornais e revistas, como Gay Community News, Bay Windows, o Boston Phoenix, o New York Times Book Review, as revistas Vogue, House and Garden, Details, Vanity Fair, Harper's Bazaar e Travel and Leisure, entre outros.